# TWILIGHT EXPRESS 瑞風
TWILIGHT EXPRESS 瑞風（トワイライトエクスプレス みずかぜ）は、西日本旅客鉄道（JR西日本）が運行する周遊型寝台列車（クルーズトレイン）である。京阪神地区と山陰・山陽地区間で運行されている。
本項では、使用車両である87系気動車についても扱う。

## 概要
1989年（平成元年）7月21日から約26年間にわたり運行し、2015年（平成27年）3月12日（始発駅基準）をもって運行を終了した臨時寝台特急「トワイライトエクスプレス」の名称を受け継ぐ形で、2017年（平成29年）6月17日に営業運転を開始した。京阪神地区から山陰、山陽エリアで運行され、運行中に沿線での立ち寄り観光を実施する。2015年まで運行していた『初代トワイライトエクスプレス』（機関車が牽引する客車列車）に対し、当列車が『2代目』と呼ばれる事もある。
列車名の「瑞風」とは「みずみずしい風」のことで、「吉兆をあらわすめでたい風」という意味を併せもつ。加えて、稲穂が豊かに実る日本の美称として「瑞穂の国」というものがあり、そこに新しい「トワイライトエクスプレス」という風が幸せを運んでくる、という情景をイメージしている。また、「TWILIGHT EXPRESS」がサブタイトル扱いとなっている。
ダイニングカーで提供される料理はフードコラムニストの門上武司がプロデュースし、村田吉弘（和食料亭「菊乃井」三代目主人）、米田肇（レストラン「HAJIME」オーナーシェフ）が監修する。
2017年（平成29年）度グッドデザイン・ベスト100を受賞。

## 沿革
- 2014年（平成26年）5月21日：臨時寝台特急「トワイライトエクスプレス」の後継となる山陽・山陰のJR西日本管内のみにて運行するクルーズトレインが発表される[JR西 2]。
- 2015年（平成27年）
  - 2月19日：「トワイライトエクスプレス」の後継となるクルーズトレイン列車名称に「TWILIGHT EXPRESS 瑞風」と名称が決まり、「TWILIGHT EXPRESS」はサブタイトル扱いとなっている[JR西 5][RF 3]。
  - 3月12日（発駅基準）：大阪-札幌間の「トワイライトエクスプレス」の運行終了[JR西 3][JR西 4]。
  - 6月18日：追加ルート以外の全体の運行コース（運転区間）が決まる[JR西 7]。
- 2016年（平成28年）
  - 2月22日：近畿車輛と川崎重工業が製造を担当していることが公式サイトで公表された[JR西 8]。
  - 3月21日（発駅基準）：当列車に先駆けてツアー運行された団体専用列車『特別な「トワイライトエクスプレス」』が運行終了[RF 4]。
  - 3月30日：川崎重工業製の5両（2・3・4・8・9号車）が黒ラッピングされた状態で出場する[新聞 3][RF 5]。
  - 8月15日：近畿車輛製造の2両（1・10号車）が同様に黒ラッピングされた状態で出場し、キイテ87-1・2、キサイネ86-1・101との4両で接続される[JR西 9][RF 6][1]。
  - 8月27日：試運転に先駆けて、4両編成状態にて後藤車両センターに移動しての点検・整備開始[JR西 10]。
  - 9月下旬：4両編成状態にて本格的な試運転開始の計画[新聞 4]。
  - 11月29日：記者会見で運行開始が2017年6月17日に決定する。同時に「瑞風バス」運行が発表される[JR西 1]。
  - 12月13日：近畿車輛製造の3両（5・6・7号車）が出場し、1編成10両全体が完成する[RF 7][RH 1]。
  - 12月19日：10両編成での試運転開始[RF 8]。
- 2017年（平成29年）
  - 2月23日：黒ラッピングが外され、運用形式での披露目となる[2][新聞 5]。
  - 6月17日：営業運転開始[新聞 1][新聞 2][RF 2]。
  - 10月4日：グッドデザイン・ベスト100受賞と発表[JR西 6]。
- 2018年（平成30年）
  - 5月11日：5号車のラウンジカーにおいて食器洗浄用水質の一部項に「不適合」な検査結果が検出され、食品衛生法に基づいた編成全体の水タンクで飲用に適合での点検が行われたために運休[JR西 11][新聞 6]。
  - 5月21日：点検終了により運転再開[JR西 11][新聞 6]。
  - 7月7日：平成30年7月豪雨の影響で運休[新聞 7][JR西 12]。
  - 7月18日：運転再開。ただし、豪雨の影響により山陽本線が一部区間不通となったために当面は全体的に山陰本線経由のコースでの運行計画となる[新聞 7][JR西 12][JR西 13][JR西 14][JR西 15]。
  - 10月2日：山陽本線の復旧を見込み、ほぼ元のコースでの運行再開となる計画だったが（呉線区間を除く）[JR西 16]、平成30年台風24号により山陽本線の一部区間が再び不通になり運休が決定した[JR西 17][JR西 18]。
  - 10月20日：山陽本線の全線復旧により、山陽コース・周遊コース（呉線区間を除く）の運転再開[JR西 19][JR西 20][新聞 8][新聞 9]。
- 2020年（令和2年）
  - 2月29日：新型コロナウイルス感染症 (COVID-19) の流行によりこの日の始発分より運休[JR西 21]。
  - 6月22日：定期点検および車両部品の維持向上のためにこの日より運行設定なし[RF 9]。
  - 9月15日-16日：定期点検完了から2日間を掛けて後藤総合車両所を出場[RF 10]。
- 2021年（令和3年）
  - 1月20日：2月17日から予定していた運行再開日を改正・新型インフルエンザ等対策特別措置法に基づく新型コロナウイルス感染症 (COVID-19) の緊急事態宣言により延期すると発表[JR西 22][JR西 23]。
  - 3月2日：必要な訓練をすべて終了した後に運行再開をするため、3月20日から予定していた運行再開日を再延期すると発表[JR西 24]。
  - 4月14日：運行再開[JR西 24]。
- 2024年（令和6年）
  - 4月15日：定期検査によりこの日をもって運行設定なし
  - 9月25日：運行再開

## 運行区間
2015年6月18日に発表された内容によると、運行ルートは以下のとおりである。また、同年11月6日には山陽コース（上り）1泊2日において呉線乗り入れ、2016年5月20日には山陰コース(上り)、山陽・山陰コース(周回)において伯備線乗り入れが追加発表された。また、2016年7月8日の発表では萩駅から乗車が可能となった。
2018年7月7日より平成30年7月豪雨の影響で運休となったが同年7月18日より運転再開した。ただし、山陽本線が一部不通のため「山陽・山陰周遊コース」のみ「山陰コース 2泊3日」として運行ルートを往復での山陰本線経由に変更、山陽コースを休止し山陰コースに変更している。なお、山陰コースについては変更がない。同年10月3日より山陽本線の復旧に伴い、ほぼ元のコースルートに戻る予定となっていたが、平成30年台風24号により山陽本線の一部区間が再び不通となったために同年10月3日始発の「山陽・山陰周遊コース」は運休となった。同年10月20日より山陽本線の全線復旧により山陽ルート・周遊コースは元のルートで運転再開した。また、呉線経由のコースについては別途復旧次第となる。
山陽コース（下り）1泊2日
- 1日目： 京都駅・大阪駅 → 倉敷駅 → （五日市車中泊）
- 2日目：（五日市車内泊）→ 岩国駅 → 下関駅

山陽コース（上り）1泊2日
- 1日目： 下関駅 → 宮島口駅 → （車中泊）
- 2日目：（車内泊）→朝に呉線を折り返し（※三原駅→広駅→三原駅）→ 尾道駅 → 大阪駅・京都駅

山陰コース（下り）1泊2日
- 1日目： 大阪駅・京都駅 → 城崎温泉駅 → （車中泊）
- 2日目：（車内泊）→ 東萩駅・萩駅 → 下関駅

山陰コース（上り）1泊2日
- 1日目： 下関駅 → 出雲市駅 → （車中泊）
- 2日目：（車内泊）→朝に伯備線を折り返し(※伯耆大山駅→岸本駅→伯耆大山駅)→鳥取駅 → 京都駅・大阪駅

※冬季は伯耆大山駅から江尾駅の折り返し運行　　　　　　　　　　　　　　　　　　　　　　　　　　　　　　

山陽・山陰コース（周遊）2泊3日
- 1日目： 京都駅・大阪駅 → 岡山駅 → （下関車中泊）
- 2日目：（下関車内泊）→ 宍道駅・松江駅 → （車中泊）
- 3日目：（車内泊）→朝に伯備線を折り返し(※伯耆大山駅→岸本駅→伯耆大山駅)→ 東浜駅 → 京都駅・新大阪駅

※冬季は伯耆大山駅から江尾駅の折り返し運行　（車中泊）

山陰コース 2泊3日（山陽本線の一部区間不通によるもの）
- 1日目：大阪駅・京都駅 → 城崎温泉駅 →（浜田駅折り返し・車中泊）
- 2日目：（浜田駅折り返し・車中泊）→ 宍道駅・松江駅 → （車中泊）（※「変更なし」表記）
- 3日目：（車中泊）→朝に伯備線を折り返し(※伯耆大山駅→岸本駅→伯耆大山駅)→ 東浜駅 → 京都駅→ 新大阪駅（※「変更なし」表記）

※2018年7月18日以降は山陽本線不通により「山陽・山陰コース（周遊）2泊3日」から1日目のみ変更して、山陰本線経由での「浜田駅折返し」となっているが、山陽本線の復旧に伴い同年10月3日の運行から元の周遊コースに戻る予定だったが、平成30年台風24号により山陽本線一部区間の不通が再度発生し同年10月3日始発は運休となった。同年10月24日に元の周遊コースに戻る。

## 車両
使用車両は、本列車専用に製作された、電気式ハイブリッドによる動力分散方式（MT比 4M6T）の固定10両編成「87系寝台気動車」である。
車両のデザインは、「美しい日本をホテルが走る」がコンセプトとなっている。これは、JR西日本の車両に共通するコンセプトである「安全で、明るく、広く、静かで、快適」を追求し、洗練された上品さと心休まる懐かしさを感じる「上品さの中の懐かしさ」・「ノスタルジック・モダン」としている。モダンデザインの美の基準として単純化された形・色・素材・光・運動を統合した美に装飾的な5本の流線を繋いだ構成となっている。また、機能を可視化するというアプローチから、視野を比較的に広く確保しやすい高運転台を採用し、空気の流れを考慮した展望デッキを設けることで、新しい印象でありながら、懐かしい雰囲気も感じられる外観としている。車両のエクステリアデザインは、建築家の浦一也・インダストリアルデザイナーの福田哲夫の両名が担当した。
車内のインテリアデザインは、20世紀前半に流行した、直線的・機械的でコンパスで描いたような同心円などのデザイン様式である「アール・デコ」様式を採用している。床や壁、天井などの内装全般や、車内の案内表記のサイン・家具・備品類・アートまで行き届かせ、職人の手仕事により作られた西日本地区の伝統工芸品である、彫刻によるスイッチプレート・釘隠・陶芸・カットガラス・ハンガー彫刻などが取り入れられ、これにより、車内のデザインに彩りが生まれ、落ち着きある空間を創造している。また、それらの素材には、メラミン化粧板・アルミ基板の練付合板・不燃木が使用されている。
車内の案内表記のサインは、アール・デコ様式のデザインを基本とし、施設名称・NOTICE系・WAY-FINDING系の3種類に分離している。WAY-FINDING系においては、共用スペースがある1・10号車やラウンジがある5号車に向かう乗客に対して直感的に分かるシンプルなデザインとしている。
編成は10両編成で、寝台車6両、ダイニングカー1両、ラウンジカー1両、展望スペース付き先頭車2両により構成される。客室は1両あたり1室と3室の2クラスがある。定員は30名程度を予定していたが、最終的には定員34名のツアー募集となった。
2014年5月21日に先頭車デザインとスイート車車内の初期イメージ図が公開された。その後、2015年9月16日に正式な当列車の外装・内装デザインが公開された。2016年2月22日には、近畿車輛と川崎重工業が製造を担当していることが公式サイトで公表された。この時に、近畿車輛で製作中の先頭車の塗装前の状況も公表された。

運行開始前の黒いラッピングを施した「瑞風」（2017年2月）

2016年3月30日に、川崎重工業製の5両が黒くラッピングされた状態で、DE10に牽引され吹田貨物ターミナル（以下吹田タ）へ甲種輸送された。輸送されたのはツイン寝台車（4号車はシングル・ツイン）である。吹田タに到着したこの5両のうち3両は、DD51牽引で網干総合車両所宮原支所（以下宮原）へ搬入された。残り2両（2号車と9号車）は未完成の内装を仕上げるために、吹田総合車両所（以下吹田）へ搬入された。宮原に搬入された3両の内、3号車（キサイネ86-301）が同年6月30日に吹田に搬入された。
2016年8月15日には、近畿車輛が製造を担当していたキイテ87-1・キイテ87-2が甲種輸送で宮原に搬入された。宮原到着後は、既に搬入されていたキサイネ86-1・101と連結して4両編成に組成され、同年9月下旬から試験走行が開始された。残りの3両(キシ・キラ・キサイネ)は、同年12月13日に、近畿車輛から甲種輸送で宮原に搬入された。これで、TWILIGHT EXPRESS 瑞風に使用される87系寝台気動車10両の1編成全てが揃った。同年12月19日に、10両編成での初の試運転が実施された。その後は、編成を再び5両編成に組成して山陰線を経由して後藤総合車両所に回送された。その後は、試運転を経て2017年2月13日に宮原に返却回送された後、同年2月23日には、同所にて黒いラッピングが外されてTWILIGHT EXPRESS 瑞風の真の姿がお披露目された。
また、車籍としてはキイテ87-1,2・キサイネ86-1,101の4両が2016年9月29日に、他の6両が2016年12月19日の新製扱いとなっている。全車両が網干総合車両所宮原支所の配置となっている。
点検に関しては、2017年12月31日にキイテ87-1＋キシ86-1＋キラ86-1＋キイテ87-2の4両が後藤総合車両所に入場していることから担当車両所とされている。
2018年5月11日の5号車のラウンジカーにおいて食器洗浄用水質の一部項目で「不適合」な検査結果が検出されたことを受け、食品衛生法に基づいた編成全体の水タンクで飲用に適合での点検が行われたために同年5月12日始発（山陰コース（下り））・同年5月16日始発（山陽・山陰コース（周遊））が運休となり、同年5月21日始発（山陽コース（上り））から運転再開となった。

### 形式
前述の甲種輸送や公式サイトの情報によって、当列車で使用される車両の形式名は「87系」であることが分かった。
近年、JR西日本が新製・運用する気動車では3桁形式が使われているが、この列車のテーマの一つである「ノスタルジックモダン」に基づき、国鉄形気動車や現在もJR東海が新製・運用する気動車に見られるような2桁形式を採用している。また5号車のラウンジカーの形式は「キラ86」という、これまでにない形式となった。

### 塗装・ロゴマーク
先代のトワイライトエクスプレスと同じく緑色が基本となっているが、色合いはより艶やかな「瑞風グリーン」となっている。帯色は先代ではイエローとシルバーだったが、本系列ではゴールド帯である。
ロゴデザインについては「瑞風」の「M」を沿線の山並みに見立て、吹き抜ける風を「トワイライトエクスプレス」の象徴であり、そのロゴデザインに使用されていた天使で表現した。また、列車名の「TWILIGHT EXPRESS」はサブタイトルになる。
また前述の甲種輸送の際に黒くラッピングされた車体には、「TWILIGHT EXPRESS MIZUKAZE」「SPRING 2017 DEBUT」といった文字も記載されていた。このラッピングは2017年2月23日まで継続された。

### 車体
車体は、寝台がある2・3・4・8・9号車などの重量物などを考慮して、2枚の板の間にトラス状の補強部材が入った大型押し出し成形材のアルミニウム合金を溶接で接合したアルミダブルスキン構造となっている。展望室がある1・10号車、ラウンジがある5号車、食堂車がある6号車では、エンジン発電機や主回路を構成する機器類を搭載するため、鋼製溶接構造としている。7号車は、寝台がある車両だが、ダブルデッカー構造のため、鋼製溶接構造としている。また、鋼製車両では、車両軽量化が必要とされるため、耐候性鋼材やSUS（ステンレス材）を積極的に使用している。これにより、車体強度を充分に確保しながら軽量化が図られている。床構造は、床板にSUS、詰物にエポキシ樹脂または発泡樹脂、上敷物に塩化ビニルまたは大理石としている。
そのほかにも、前面衝撃吸収構造と、オフセット衝突や側面衝突対策などの、各種衝突対策構造を、225系電車と同様の設計と解析手法で適用している。また、アルミや鋼製などの材質に関係なく最新の安全対策を標準として設計されている。
乗務員室の窓には、飛来物の貫通を防ぐ機能のついた電熱線入り3次曲面熱線吸収合わせミガキガラスと、客室側窓の、IRカット中間膜や、Low-Eなどが入っている熱線吸収複層合わせガラスをそれぞれ採用している。
放送装置は、車内放送・車外放送・乗務員間連絡・各車個別放送・緊急放送の機能が備わっており、車内放送・車外放送・車内+車外放送の3モード切替が可能となっている。

### 動力方式
使用される車両には動力分散方式が採用されている。編成は、10両編成のうち動力車を1・5・6・10号車とし、4M6Tとなっている。ディーゼル発電機にて発電した電力と、蓄電池の電力とを組み合わせて、三相誘導電動機をVVVFインバータ制御により駆動させるシリーズ式ハイブリッドシステムである。このハイブリッドシステム（主変換装置および主電動機、2、4、9号車の走行用リチウムイオン蓄電池）は東芝が製作したものである。
主回路の構成は、最初にディーゼル発電機からの交流440 V・60 Hzは整流装置で直流600 Vに変換する。その後はIGBT素子により、2レベル三相電圧形PWM制御インバータ装置によるVVVFインバータ制御により三相交流に変換して、センサレスベクトル制御により三相誘導電動機を駆動させる方式としている。また、整流装置とインバータ装置との間に、直流電圧600 V・容量40 Ahの主回路用リチウムイオン蓄電池が接続されており、インバータ装置には主回路蓄電池の充電用にチョッパ制御機能が付いている。主回路の制御装置はインバータ装置1基で電動機1基を制御する1C1M構成を1群とし、それを2群としたユニットを2つ搭載している。三相誘導電動機は1両に4台搭載されている。主回路の制御装置の素子の冷却方式は、走行風自冷方式から水冷方式に変更されている。これにより、装置自体の外形寸法が体積比で92 %の削減となり、大幅に小形軽量化された。また、それに付属するフィルタ回路も同様に水冷方式に変更することで、装置全体の小形化が図られている。このため、制御装置を空調装置と並べて屋根上に搭載することが可能となった。また、ディーゼル発電機と主回路用蓄電池には、自動消火装置を設置して火災に備えている。
ディーゼル発電機は、JR西日本の気動車で既に実績がある、電子式燃料噴射制御のSA6D140HE-3形ディーゼルエンジンに出力400 kVAのWDM115形発電機を直結させている。エンジン回転数1,800 rpm（毎分1,800回転）で、発電機からの出力電圧と周波数は交流440 V・60 Hzの一定となっている。これを、床下の車体中央部に、2つのエンジン冷却装置とともに燃料タンクを挟んで2台搭載している。2台は並列運転され、動力車の駆動に必要な電力に加え、列車の空調装置や照明装置などの負荷に供給する電力も供給している。そのため、サービス電源の発電セットは搭載されていない。
これらの動力装置類を、1・10号車となる展望室車のキイテ87、6号車となる食堂車のキシ86、5号車となるラウンジ車のキラ86の4両の動力車に集中配置させており、客室に寝室がある付随車にこれらの動力装置類を配置しないことで、車内の静粛性を図っている。
リチウムイオン蓄電池は、万が一の発火などを考慮して、動力車の隣に連結された付随車のキサイネ86の床下に搭載されており、力行時での電力アシストやエンジン発電機停止中の力行用の電源として使用可能である。また、この蓄電池は回生ブレーキ時での回生電力による充電のほか、惰行時にはエンジン発電機からの電力を充電することが可能となっている。また、蓄電池の冷却方式にはヒートパイプ式を採用している。
主電動機は、直流600 V用として、内部の清掃などを大幅に低減できる、全閉式の三相かご形誘導電動機のWMT108形であり、出力は130 kWである。車両に搭載するぎ装時での寸法の制約から、省スペース化を図るため固定子の磁極のコイルの巻き数を低減させている。また、固定子の極数を4極から6極にすることで、必要な性能を確保している。
ブレーキ方式は回生ブレーキ併用電気指令式空気ブレーキを採用している。応荷重制御、遅れ込め制御、車輪の滑走を検知して再粘着させる滑走制御のほか、直通予備・救援・耐雪・抑速ブレーキを備えている。電空ブレンディング制御により、停止するまで回生ブレーキによる電気ブレーキでの制動が可能である。また、基礎ブレーキで使用される、ブレーキシリンダーの圧力制御や、車輪の滑走による滑走再粘着制御は、軸単位ではなく台車単位で行われる。
車両の制御回路は、最新の伝送線による伝送制御ではエンジン制御や発電制御などに新規に開発する必要があるため、従来の指令線を使用している。そこに、機器状態の表示や、運転士・車掌支援・検修支援、サービス機器を操作できる、モニター装置を取付けた構成としている。

### その他の機器
台車横に搭載されている空気圧縮機はVベルト駆動によるスクロール式のWMH3119-WRC680形を採用しており、1・10号車に各1台、2・9号車に各3台搭載している。
空気タンクは二室空気だめ（元空気タンク・制御空気タンク）、供給空気タンク、直通予備ブレーキタンクを床下に搭載しており、元空気タンクの空気圧力は780-880 kPaである。
JR西日本の新型車両にも搭載されている車両異常挙動検知システムを装備しており、車体には車両挙動センサーが取付けられている。
保安装置は、ATS-P・ATS-SW・ATS-DWの機能を統合した統合型ATS車上装置を装備している。
冷房装置は、屋根置き形ユニットクーラ方式を採用しており、冷房能力が23.26 kWのWAU706A-G1・WAU710と出力が7.0 kWのWAU711がある。WAU706A-G1は10・6・5・1号車に各2台、WAU711は9・8・4・3・2号車に各5台、WAU710は7号車に2台搭載している。
蓄電池は、走行用のリチウムイオン蓄電池のほかに、直流100 V・容量60 Ahのニッケル水素蓄電池を2・9号車に各2台1、4・7・10号車に各1台搭載しているほか、直流24 V・容量175 Ahの鉛蓄電池を1・5・6・10号車に各1台搭載している。
照明関係・液晶車内表示器・モニタ装置・主幹制御器・遮断器盤・継電器盤・車掌操作盤・床下機器箱等はコイト電工が納入していることを運行開始後の2017年7月21日に公表している。この功績に伴い、2018年5月21日にJR西日本から感謝の盾を授与されている。

### 台車
台車は、227系電車をベースとした軸箱支持装置が軸梁式の軽量ボルスタレス台車である。パーキングブレーキ付の付随台車のWTR250Aは付随車の2・9号車、パーキングブレーキなしの付随台車のWTR250形は付随車の3・4・7・8号車、動力台車のWDT69形は動力車の1・5・6・10号車がそれぞれ採用している。基礎ブレーキは、動力台車がユニット式の片押し踏面ブレーキ、付随台車が車輪にブレーキディスクを2枚取付けたディスクブレーキとユニット式の片押し踏面ブレーキの2つを併用したものを、それぞれ採用している。この台車には、ヨーダンパの他に、車体に取付けられた加速度センサーにより、左右の車体の揺れを抑える空気圧式の動揺防止制御装置（フルアクティブサスペンション）、同じく車体に取付けられた加速度センサーにより、空気ばねに平行して取付けたダンパの減衰力を切替えて車体の上下振動を緩和させる油圧式の可変減衰上下動セミアクティブダンパを採用して、乗り心地の向上を図っている。この、油圧式の可変減衰上下動セミアクティブダンパを含めた「可変減衰上下動ダンパーによる上下制振制御システム」については鉄道総合技術研究所と日立オートモディブシステムとの共同開発であり、同じクルーズトレインである「TRAIN SUITE 四季島」でも使用されている。

### 連結器
1・10号車の展望デッキ側に密着連結器を備え、車両間の連結器には密着連結器に加えて電気連結器を装備している。

### 車両詳細

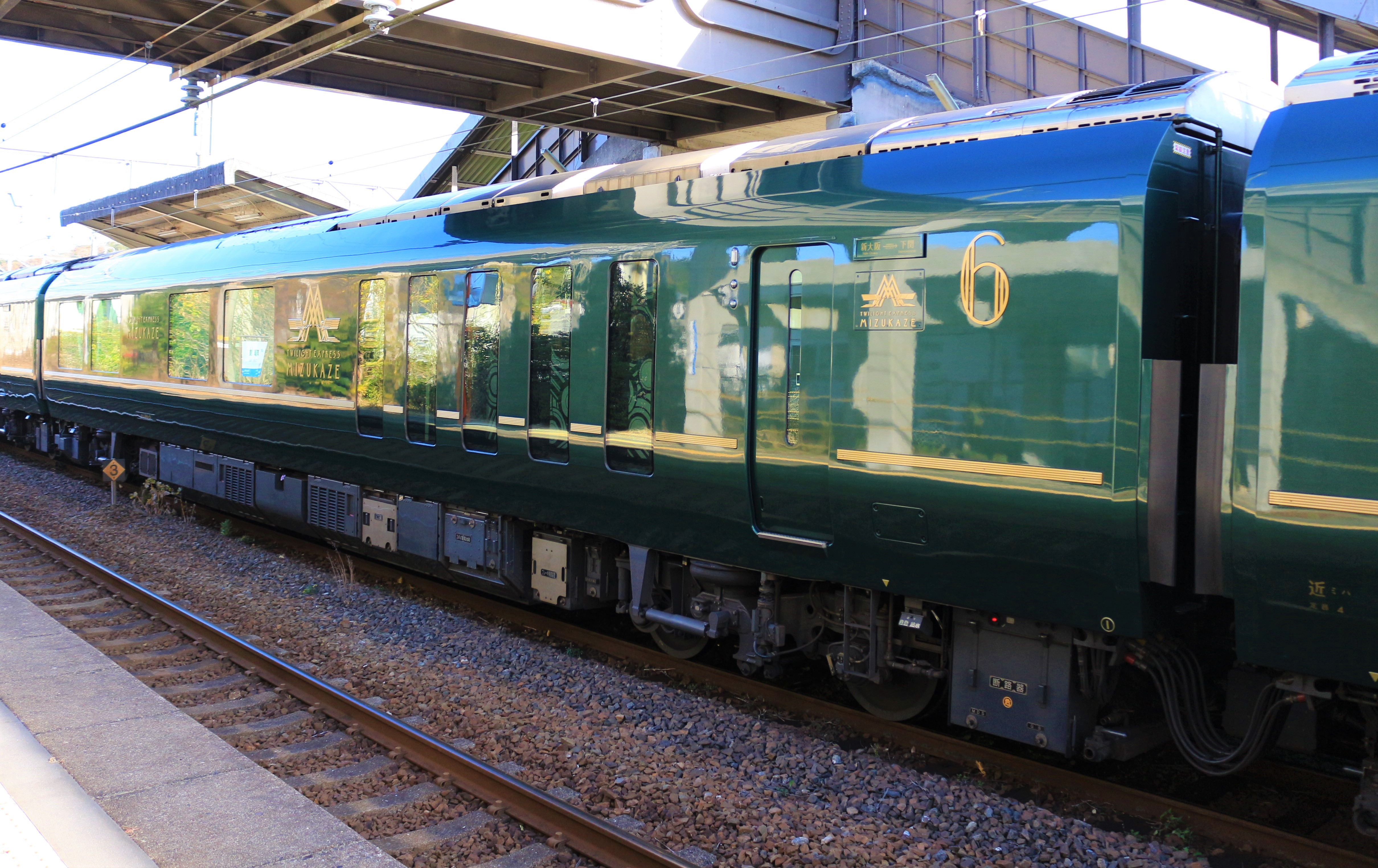
6号車 キシ86-1

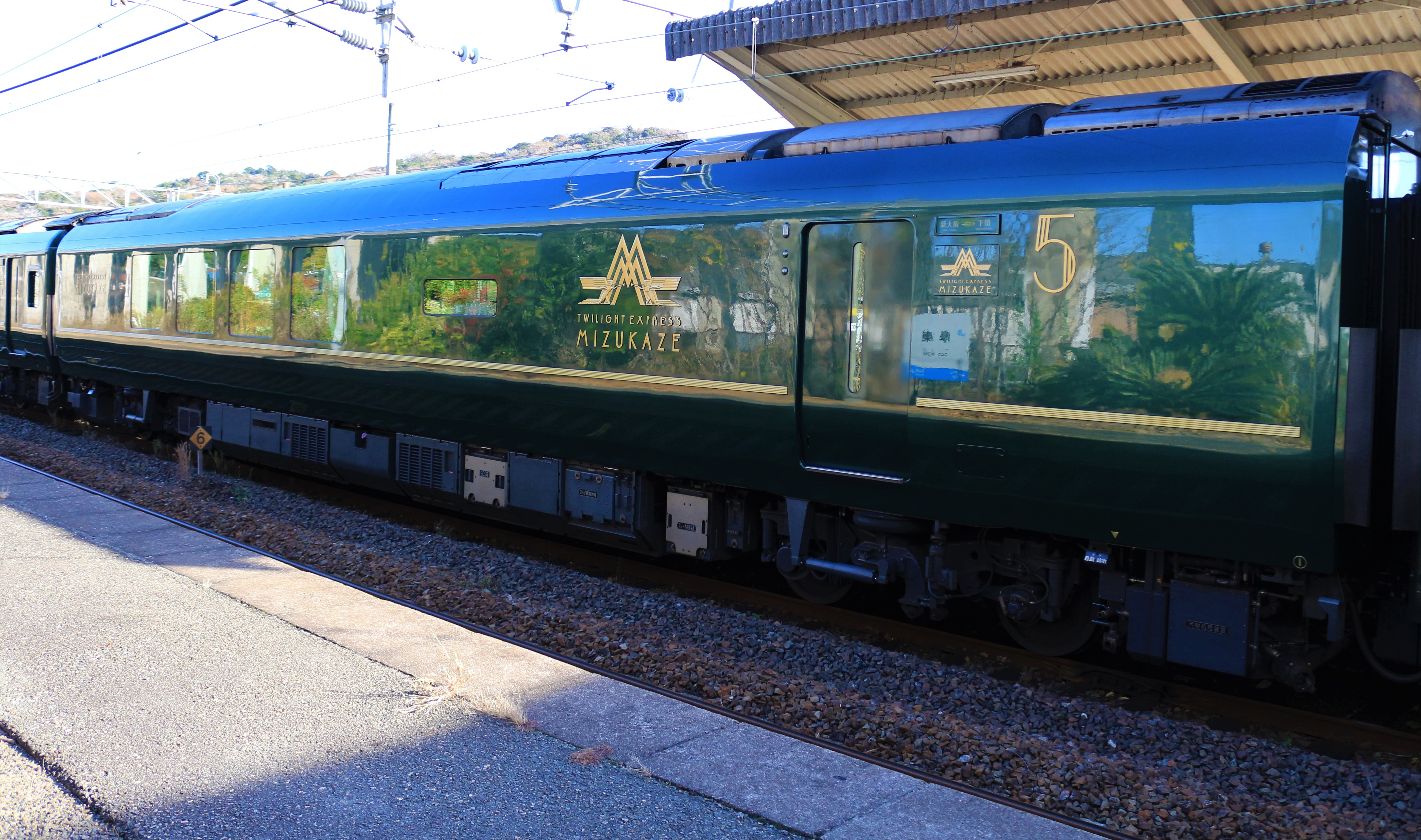
5号車 キラ86-1

展望車　キイテ87-1・2（1・10号車）
編成の両端にある展望車で、流線型となった先頭部にはオープンデッキ型開放デッキと運転台から車体中央部は屋根まで続く大きな窓を活かしたハイデッカー式側面展望スペースを備えた動力車。先頭部にオープンデッキ型開放デッキがあるのは、客車ではジョイフルトレイン等でよく見られたが、気動車の先頭部に採用されたのは恐らくこの87系が初となる。さらに開放デッキ上にある庇部分には小型のライトが複数設置され、最後尾時に点灯する。また運転台の後方部分がガラスで仕切られており、側面展望室側から前方の景色が見られるように配慮されている。運転台は2階にあり展望デッキと側面展望室の間にある通路から階段を使って出入りし、その通路は乗務員扉やオープンデッキにも繋がっている。展望室直後の後部側のスペースは、サービスクルー用寝室スペースとなっている。走行中、前面開放デッキは安全の面から編成の最後尾のみ開放され、1号車と10号車ともに展望室には運転室後方に椅子と4人掛けソファーがあり、床はカーペット敷きであるが、カーペットの色と4人掛けソファーの向きが異なっている。流線型のフォルム、丸形ヘッドライトや運転室の位置などには晩年のボンネットスタイルを彷彿とさせ、「ノスタルジック・モダン」としての懐かしさを演出している。定員8名で排気筒は運転台後ろと車端部外側の2ヶ所に設置され、先頭部にある二重丸状のライトは中央部がフォグランプ付きHID型ヘッドライト、内側部分がテールライトとなっている。また側面展望室の床下部分には機械室用の作業扉が側面に4つ設置されており、床下にディーゼルエンジンと発電機を各2台と空気圧縮機を1台、主電動機を4台搭載しているため、先頭車の重量が58.3 tという機関車およびカニ22形荷物車(59t)並みの重量となった。

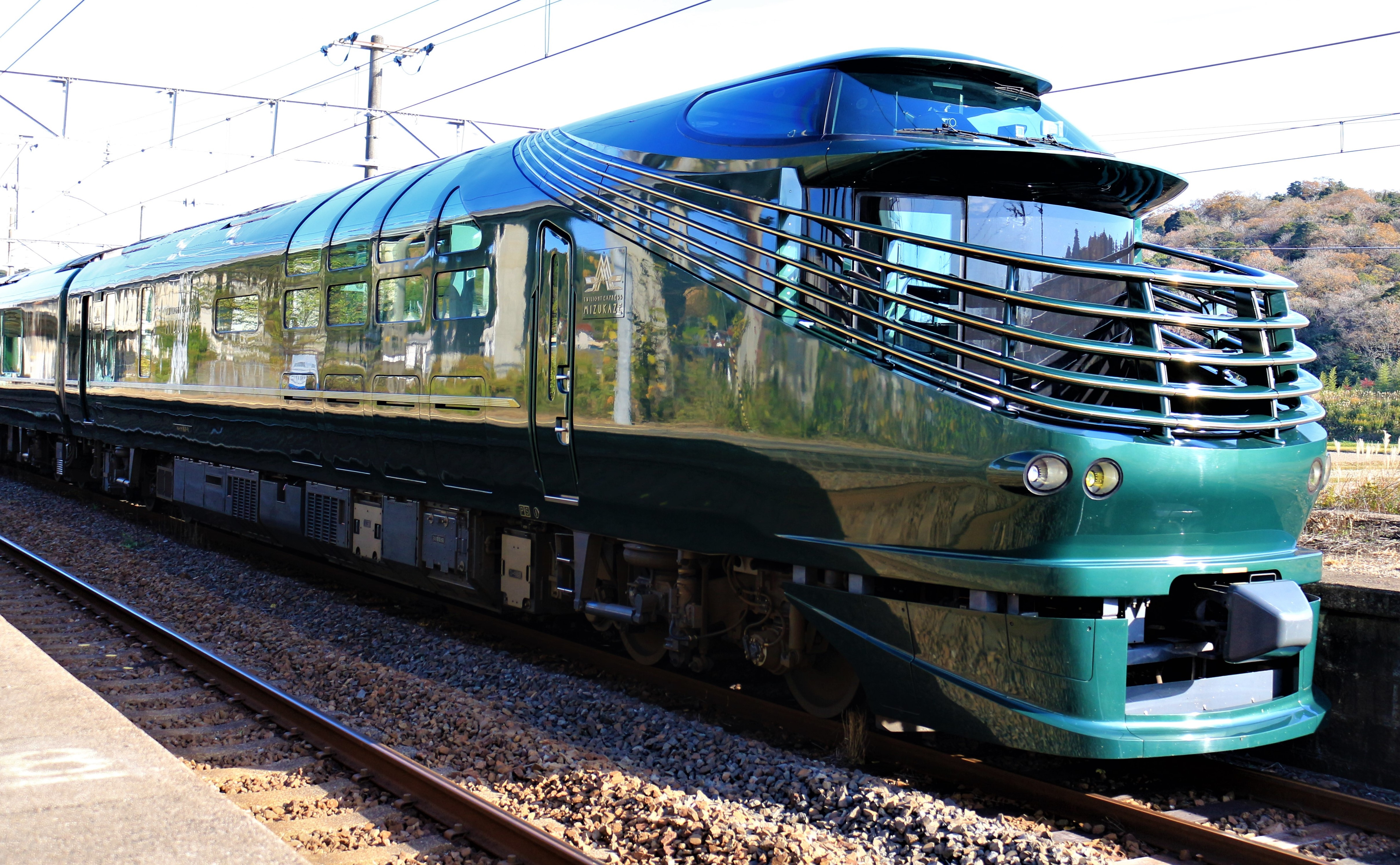
10号車 キイテ87-1
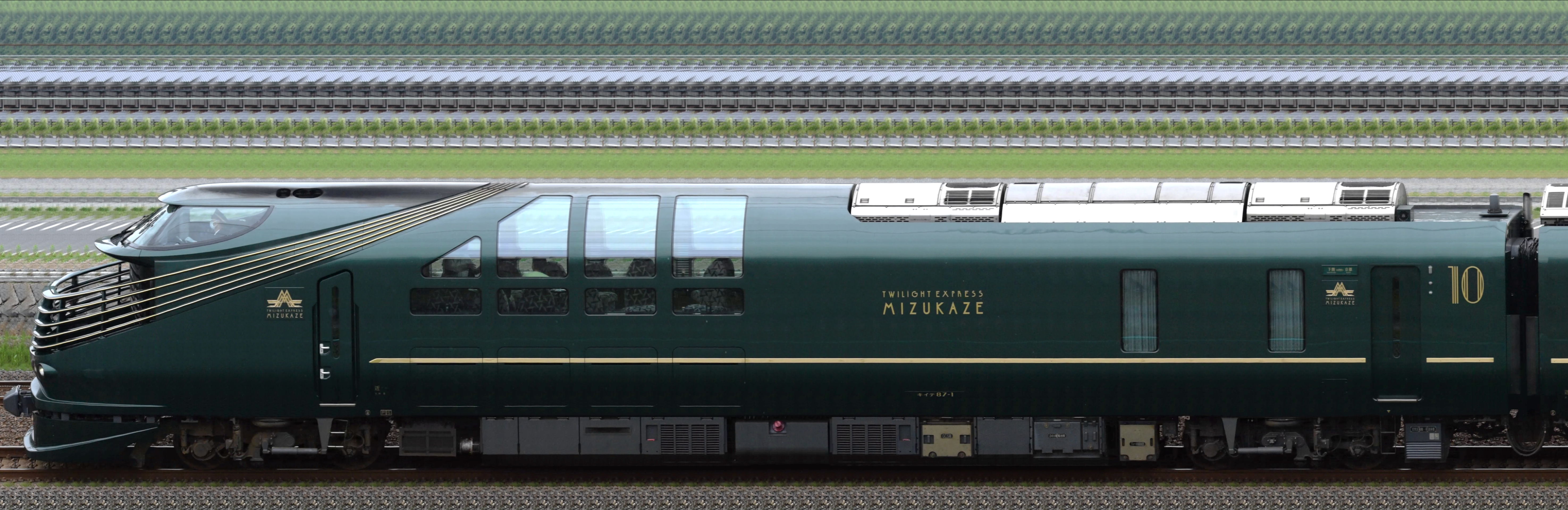
10号車 キイテ87-1 (海側)
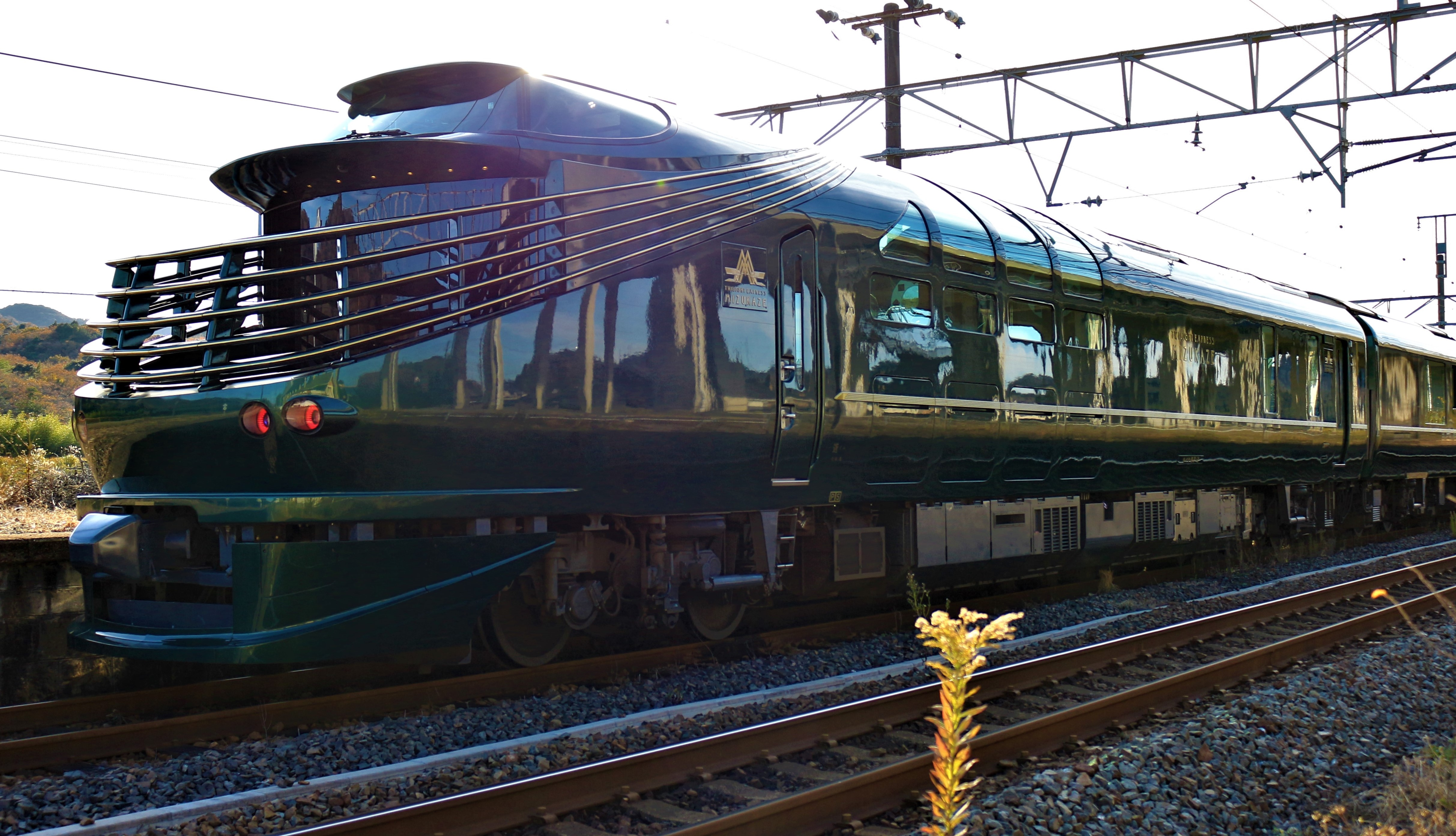
1号車 キイテ87-2
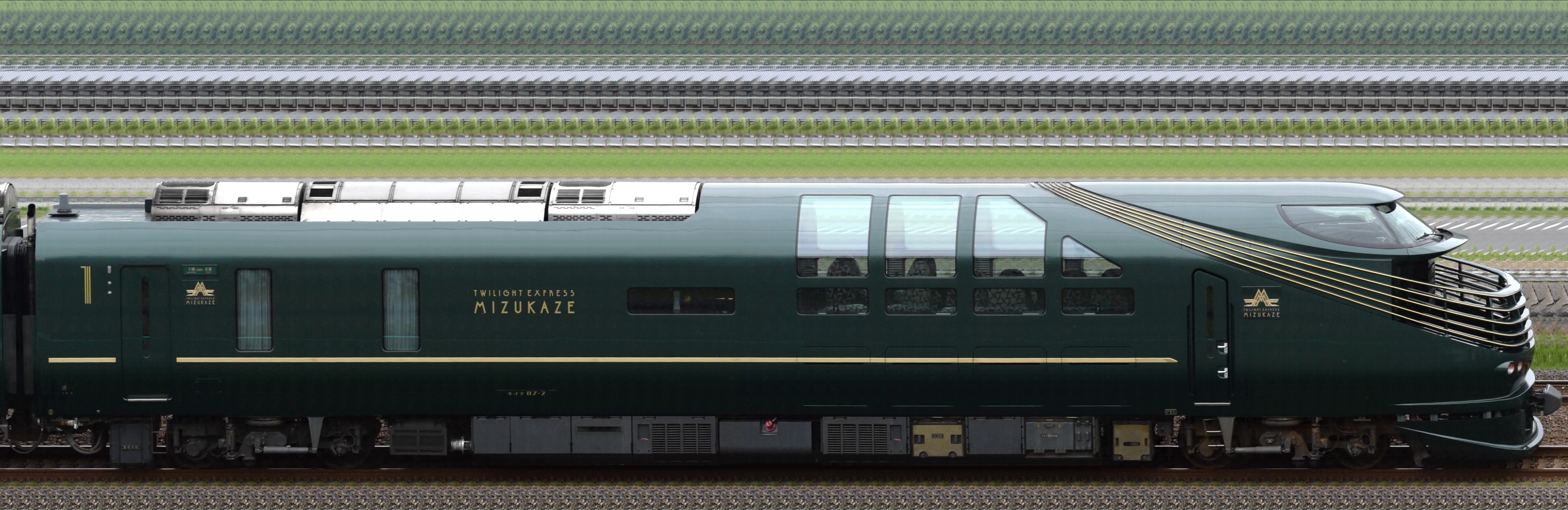
1号車 キイテ87-2(海側)

ロイヤルツイン寝台車　キサイネ86 1・101・201・301（2・3・8・9号車）
2人用の寝台設備を備えた車両でツインルームであり、寝室・シャワールーム・トイレ・洗面所で構成されており、動力を持たない付随車である。1両につき3室ある寝台の内装と引戸には、岡山県のクワ、鳥取県のカゴノキ、島根県のカシ、広島県のミズメ、山口県のシイノキなどの中国地方の各県の木材を用いており、各所に沿線各地の伝統工芸品を誂えている、寝室は収納式ベッドを採用することで昼間は収納して広くゆったりとしたリビングスペースにすることができる。寝室には、ライティングデスク・スタンド照明・腰掛・スツール・冷蔵庫が設けられているほか、ルームサービス注文用にiPadが置かれている。また、一部の窓は開閉できるようになっており、個室の入口の引戸と可動壁を開放することで通路側の大窓から景色を見ることができる。2・9号車に共用便所と3・8号車に共用シャワー室をそなえているほか、業務用としてサービスクルー室を備えている。定員6名。また、2・9号車には床下に走行用のリチウムイオン蓄電池と空気圧縮機を3台搭載している。

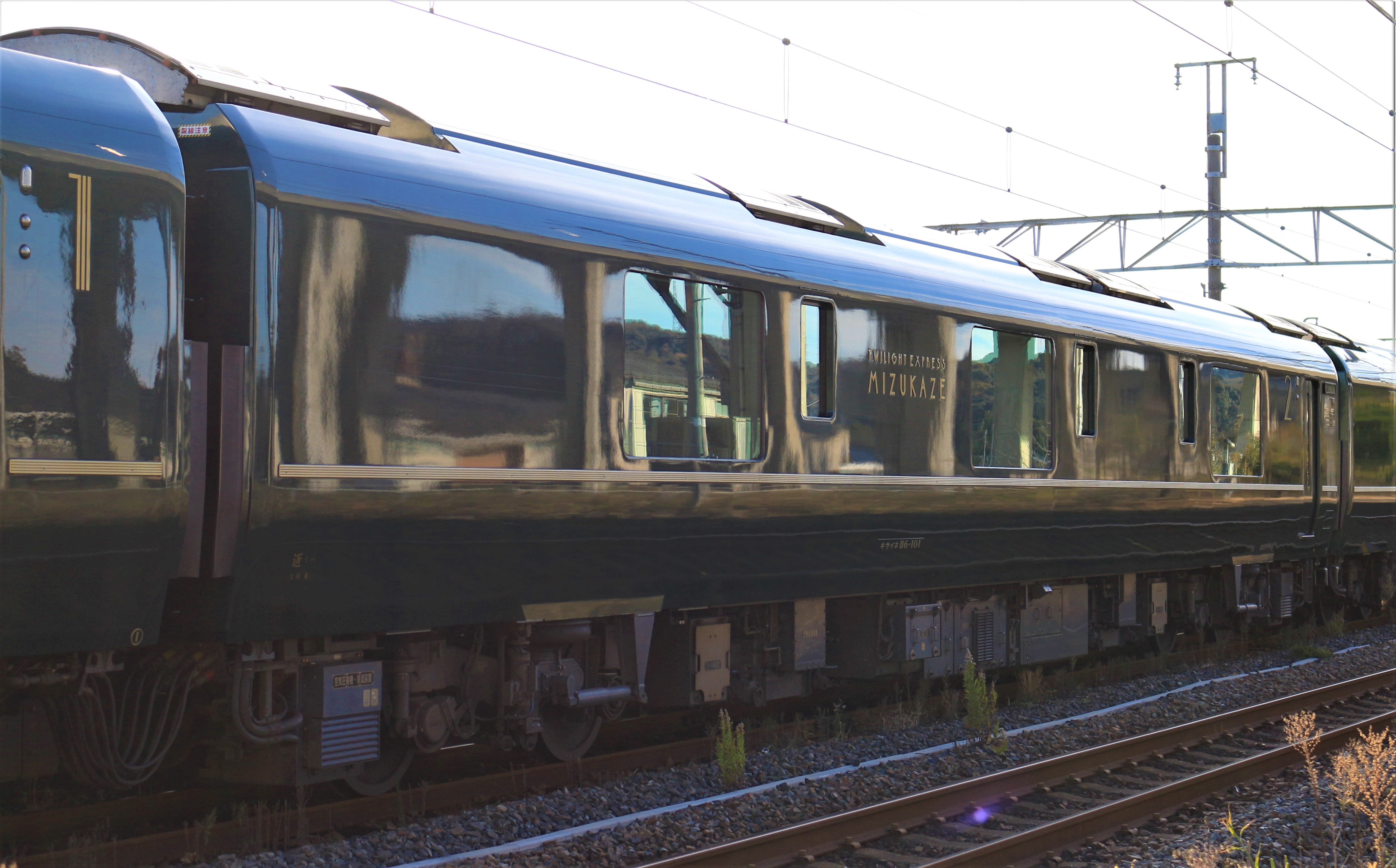
2号車 キサイネ86 101
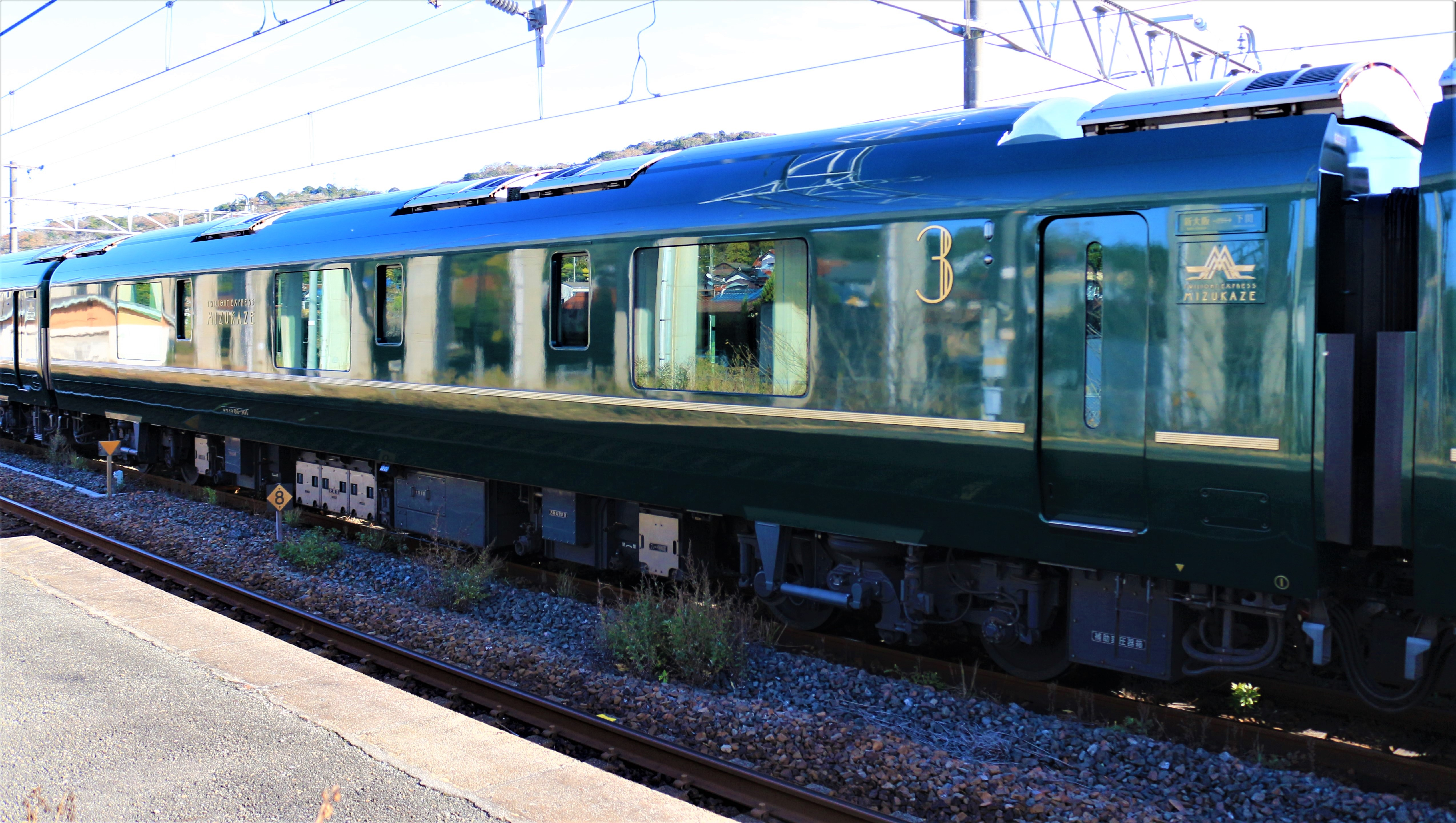
3号車 キサイネ86 301
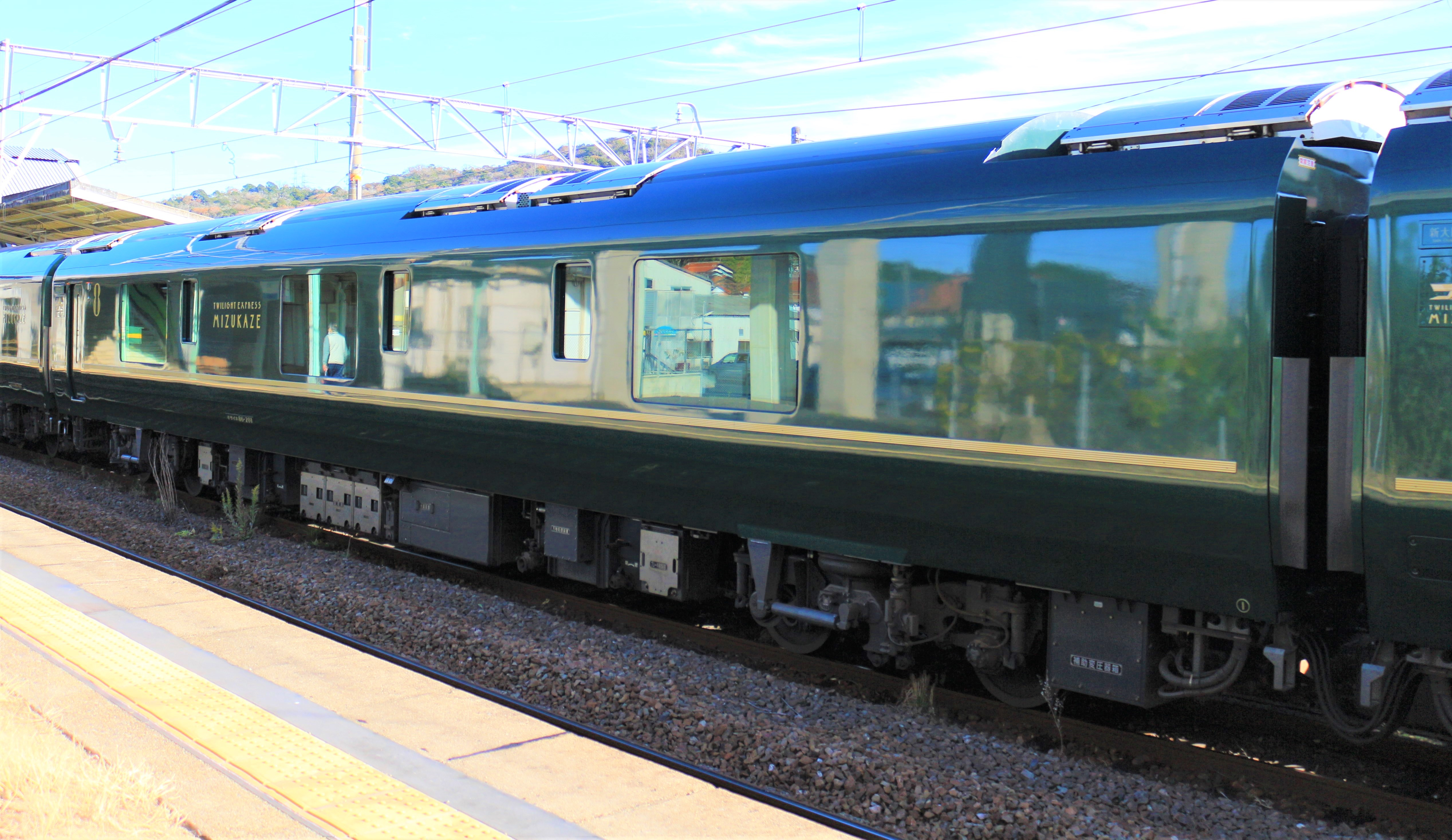
8号車 キサイネ86 201
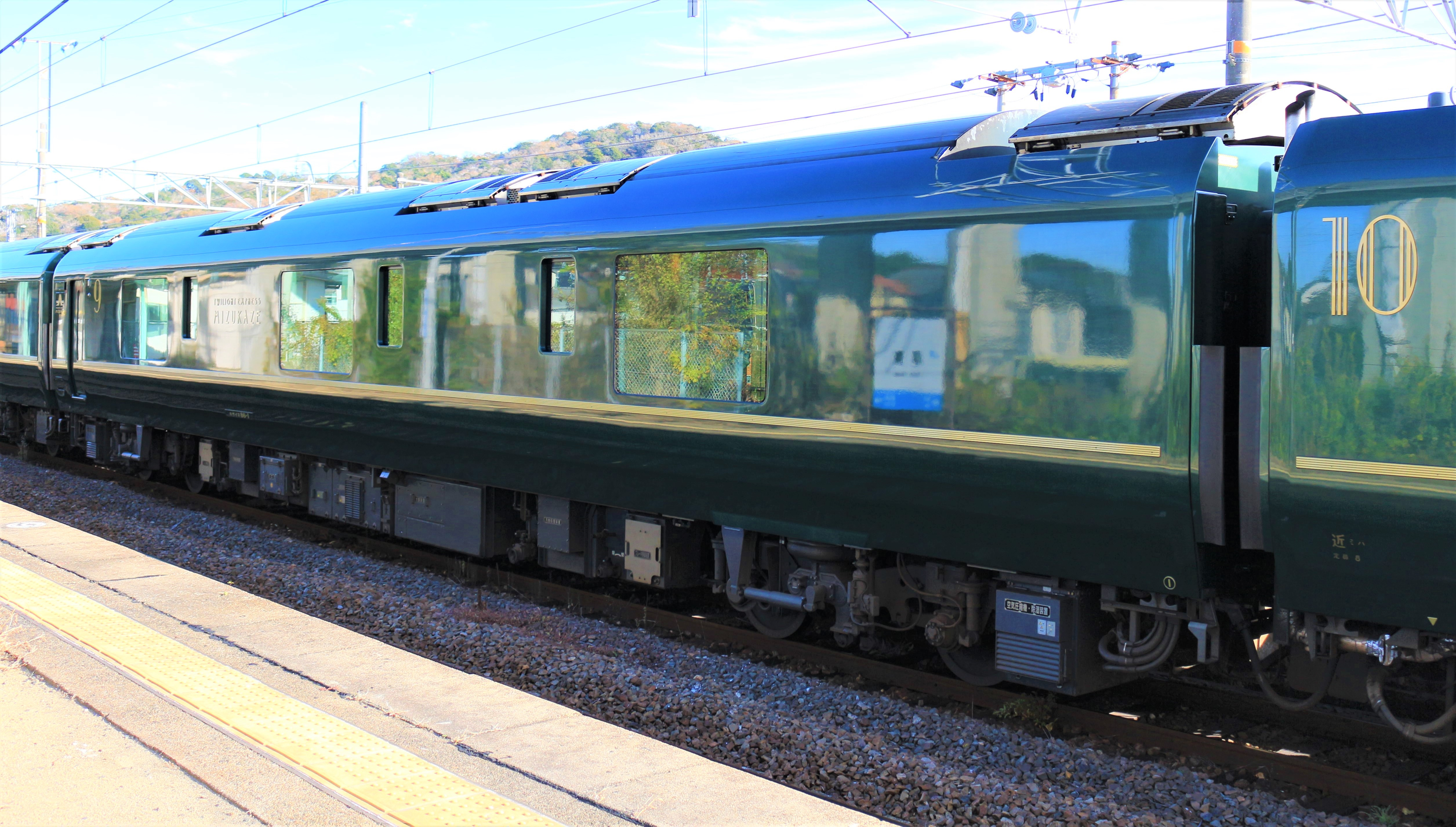
9号車 キサイネ86 1

ロイヤルツイン・ロイヤルシングル寝台車　キサイネ86 401（4号車）
編成の4号車に連結される車両で、動力を持たない付随車である。瑞風発表当初はシングルルームは設定されていなかったが、様々なニーズに対応するために後に正式デザイン発表時にシングル寝台が2室追加され、旧A寝台のロイヤルの延長線上にある1人用個室である。このロイヤルシングルはベッド・ライティングデスク・スタンド照明・シャワールーム・トイレ・洗面所で構成されており、エキストラベッド機能を活用することにより、2名で使用することが可能であるうえ、4号車には車椅子に対応したユニバーサル仕様のツインルームを1室備え、乗降口とそこからツインルームまでの通路と部屋の入口が車椅子でも通れるように幅が大きく取られている。この車両でも他のツイン寝台車と同じく通路側の大窓から景色を見ることができる。そのほか、車掌室・業務用室・食堂車用の食材庫（冷蔵庫）を備えている。定員は2・3・8・9号車と同じ6名で、これは前述のエキストラベッド込みの定員数となっている。また、床下に走行用のリチウムイオン蓄電池を搭載している。

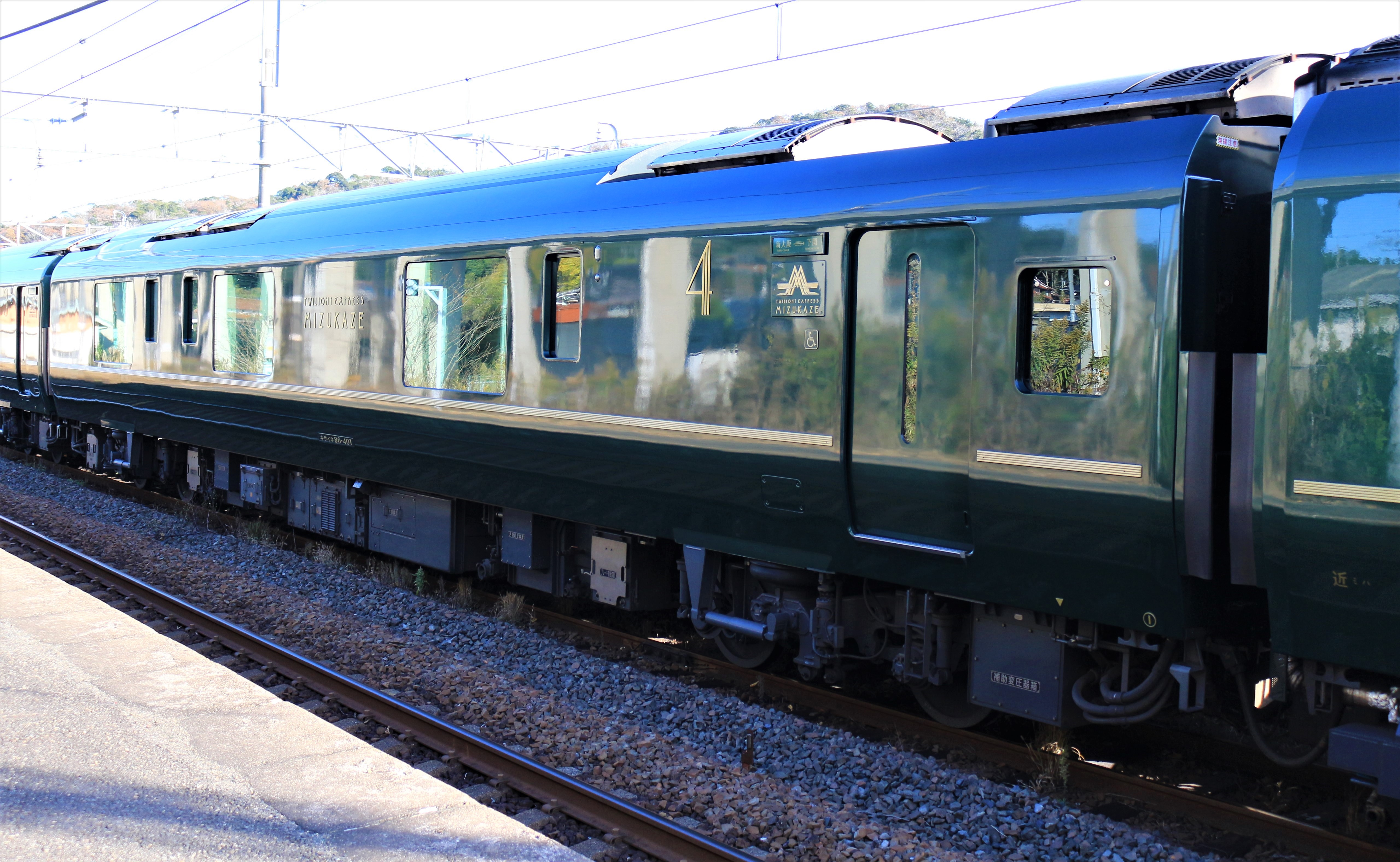
4号車 キサイネ86 401

- 4号車
 キサイネ86 401

スイート寝台車「ザ・スイート」　キサイネ86-501（7号車）
1両1室という、世界的にも希少な広いスペースを持った車両で室内にはエントランスやプライベートバルコニー、リビング・ダイニング・寝室・トイレ2箇所（玄関横とユニットバス内）・バスタブ付バスルームを備えた大変豪華な車両で、特にバスルームは夢空間のオロネ25 901「デラックススリーパー」以来の設備となる。瑞風の寝台クラスの中では最上級価格である120-125万円となる予定で、寝室＆リビングの通路側には天井まで届く大きな窓、バスルームにも横長の窓と天窓が設置される一方、寝室・ソファー側の窓は非常に小型であり、左側面と右側面で窓の表情が大きく異なる。またこのスイート車のみダブルデッカー構造の鋼製車両とし、リビングと寝室は階下に通路を配置することで広い個室空間を実現した。その他プライベートバルコニー部分の窓は他の寝台車と同じ開閉可能な窓で、バスルームには非常用のドアがあり、通路側に出られるようになっており、大窓側には大窓下に小型のルーバーを4つ装備している。この車両でもキサイネ86 401と同じく、エキストラベッドを活用する事で最大4名まで対応している。隣の6号車に食堂車であるキシ86を連結してるため、食材庫を備えている。また、床下に走行用のリチウムイオン蓄電池を搭載している。

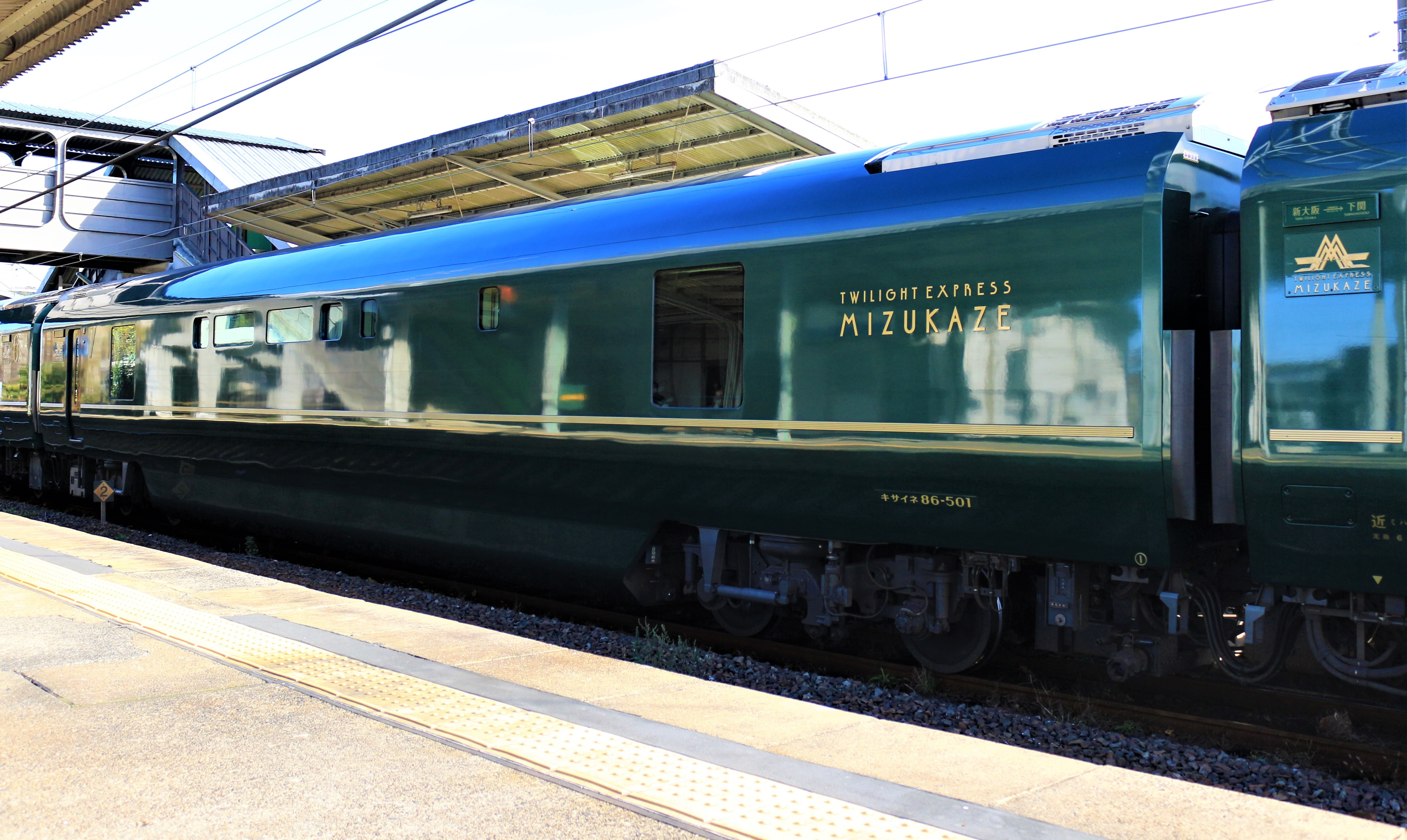
7号車 キサイネ86 501

- 7号車
 キサイネ86 501

ダイニングカー「ダイナープレヤデス」　キシ86-1（6号車）
食堂車はフォーマルな雰囲気としつつも心地よい空間としており、車両の約半分が車内での調理の様子や香りなどのライブ感を伝えるため、オープンキッチンスペースとなっており、残りの部分を2人卓のテーブル6つ、4人卓のテーブル2つの配置に合わせて大形窓が配置された食事スペースが20人分ある。この車両には、床下にディーゼルエンジンと発電機を各2台と主電動機を4台搭載しているため、先頭車のキイテ87と同じく、58.3 tという機関車並みの重量となった。
トワイライトエクスプレスの食堂車と同じく、「ダイナープレヤデス」の愛称を冠している。- 6号車
 キシ86-1

ラウンジカー「サロン・ドゥ・ルゥエスト」　キラ86-1（5号車）
編成の中央に連結されているラウンジカーである。木を多用した落ち着いた空間としており、乗客同士の会話や「瑞風のおもてなし」を楽しむことができるようになっている。乗降口側の車端部には2人用の座席個室とトイレ設備、そこからバーカウンター、立礼の茶の卓、ブティックスペースが設けられている。またこの車両も4号車と同じく乗降口が拡幅されたタイプとなっている。この車両には、床下にディーゼルエンジンと発電機を各2台と主電動機を4台搭載しているため、先頭車のキイテ87と同じく58.3 tという機関車並みの重量となった。
ダイニングカーと同様に本車両にも愛称が付けられており、フランス語で「西のサロン」を意味する「サロン・ドゥ・ルゥエスト」となっている。これはトワイライトエクスプレスのサロンカーに付けられていた「サロンデュノール」の愛称を、瑞風の運行区間に合わせて改変したものである。
ラウンジを表す「キラ」の形式記号は国鉄を通じても初の形式となった。
- 5号車
 キラ86-1

## バス
2016年11月29日の記者発表で、瑞風の運行開始日の公表とともに「瑞風バス」の運行が発表された。
車種はいすゞ・ガーラ（2014年マイナーチェンジモデル）。瑞風のデザインを手がけている浦一也がデザインを監修し、瑞風の車両と同じ世界観とした。
運行・車両管理はJRバス中国が行う。

## 待合ラウンジ・モニュメント設置
運行開始に合わせ、車両インテリアを監修した浦一也のデザインによる以下の始発3駅でラウンジやモニュメントを設置する。
- 京都駅：ホテルグランヴィア京都15階フランス料理「ラ・フルール」跡（ラウンジ設置）[JR西 34][新聞 14]
運行日及び水曜・土曜以外はJR西日本のおとなび会員・J-WESTゴールドカード会員・JR西日本ジパング倶楽部会員向けに「おとなび・瑞風ラウンジ」として解放される[JR西 35]。
- 大阪駅：ホテルグランヴィア大阪20階「クリスタルルーム」（ラウンジ設置）
- 下関駅：下関駅8、9番のりば（のりば・モニュメント設置）

## 運行開始に合わせた駅改修・新築工事による乗降駅変更
運行開始に合わせ、宮島口駅と東萩駅が改修された。また、立ち寄り駅でもある岩国駅（山陽コース・下り2日目）に関しては、運行開始当時は駅橋上化工事を実施している都合上、乗客の円滑な観光地案内のために2018年（平成30年）春の工事終了まで「南岩国駅」で乗降となる運行であったが、2018年10月10日に旧跨線橋の解体・撤去工事は完了しており、2018年12月2日より岩国駅乗降扱いとなっている。また、尾道駅南口駅舎も観光周遊での「尾道のまちへの玄関口」「せとうちエリアへの玄関口」として建て替えた上で、2018年（平成30年）夏頃に開業計画していたが、2018年度末に完成を計画先延ばしとなり、2019年3月10日に新駅舎開業となった。更には宍道駅・城崎温泉駅でも改修計画が決定。城崎温泉駅は2016年11月5日に改修完成し、宍道駅は2017年5月18日に改修完了した。東浜駅についても2017年4月12日に駅改修完成した。
以下の通りの駅改修・建て替えも行われた。また、当列車の利用者以外の訪問者である乗客も意識したものとなっている。
- 宮島口駅：専用入り口を設置。駅は宮島を印象付ける色合いとし、ガラスでの美装化を実施した上で、駅構内に使用する木材は廿日市市産のものを使用する。そして、訪日外国人の利用が多い事に対応するために、駅構内だった土産物店を駅構外に移転し「おみやげ街道」を新築する。また大きな荷物対応のために手荷物預り所の機能を強化する。また、外国語対応も可能な係員を配置する。運行開始までに駅改修は完了している[20][新聞 20]。
- 東萩駅：専用入り口を設置。駅外観は萩城下町・風景のイメージである「格子」や「なまこ壁」の装飾したものへと改装[要出典]。
- 尾道駅：尾道水道や駅前広場側である南口駅舎を開放的な吹き抜けのある空間とし、観光周遊に安全性・利便性を高めたトイレ・コンコースの改修と専用出入口の設置。初代尾道駅舎（1891年（明治24年）当時）の雰囲気を復刻させ、2019年3月10日にリニューアル駅舎の開業が行われた[18][新聞 15]。
- 宍道駅：内部ホールの壁面をガラス化、外観壁の白化、床材は来待石で格子・腰壁は木材を活用した改修をする。また、専用入り口の設置。2017年5月18日に改修完了した[19][新聞 18]。
- 城崎温泉駅：街並みを重視からの調和した外観とし、2016年8月時点で駅舎が建設からの約90年間も継承してきた、アール・デコ調のデザインのままとする。内装も「街並みとの調和」を重視し、床面には「大谿川（おおたにがわ）」・「玄武岩」・「柳」をモチーフのデザインで施工する。地元風景を題材に地元作家の伝統的な工芸品を設置し、一方で床面デザインの「大谿川」の対岸ではデジタルサイネージでの情報発信での施工をし、乗客には城崎温泉の魅力を伝える事を目的としている。待合室では「再生の歴史」・ラウンジでは「自然との共生」を紹介する。また、専用入り口も設置する予定で2016年8月末に着工され、同年11月5日に完成した[新聞 16][新聞 17]。
- 東浜駅：周りの風景に溶け込むことを狙った、ステンレス鏡面仕上げの天井や待合室の全面透明ガラス窓を特徴として、駅前広場やトイレの整備も実施されることになった。また、近くの旧保育所施設を改修してレストラン「AL MARE」（アル・マーレ、イタリア語で海辺の意）とすることになり、浦富海岸の眺望するために遊歩道・東屋を新設。2017年4月12日に新駅舎が完成した[新聞 19]。

## その他
- 運行経路によっては特定の駅で長時間運転停車することとなるが、2022年には糸崎駅周辺の住民から、深夜にアイドリングに伴う重低音が響きうるさいとしてクレームが出されたことがある[新聞 21]。それに対応し、JR西日本は2023年の長時間停車駅を三原に変更することを表明した。